# Hyppolite Ramaroson
Hyppolite Rarison Ramaroson (ur. 28 września 1951 w Antananarywie) – madagaskarski wojskowy, wiceadmirał marynarki wojennej, 17 marca 2009 przez kilka godzin pełnił nominalnie obowiązki prezydenta Madagaskaru. Minister spraw zagranicznych Madagaskaru od 25 lutego 2010.

## Życiorys
W latach 1976–1981 był oficerem straży przybrzeżnej w Fanantenana. Następnie pełnił funkcję dowódcy Bazy Powietrzno-morskiej w Antsiranana (BANA). W latach 1997–2002 był doradcą ds. bezpieczeństwa morskiego w Ministerstwie Sił Zbrojnych. W maju 2002 objął urząd sekretarza stanu ds. rybołówstwa i zasobów oceanicznych w gabinecie premiera Jacques’a Sylli.
17 marca 2009 w przemówieniu radiowym, prezydent Madagaskaru Marc Ravalomanana ogłosił, iż "po głębokiej refleksji" rezygnuje ze stanowiska i przekazuje cała władzę prezydenta i premiera w ręce wojskowego dyrektoriatu pod dowództwem, najwyższego rangą wiceadmirała Hyppolite’a Ramarosona. Prezydent Ravalomanana zrezygnował ze stanowiska szefa państwa po wielotygodniowych protestach i zamieszkach społecznych pod przywództwem Andrego Rajoeliny. Wojsko nie przejęło jednak władzy i poparło lidera opozycji. Wiceadmirał Ramaroson w swoim oświadczeniu, oddał pełnię władzy Rajoelinie jako prezydentowi władzy tymczasowej.
24 lutego 2010 prezydent Rajoelina mianował go wicepremierem i ministrem spraw zagranicznych w rządzie premiera Alberta Camille’a Vitala. Urząd objął następnego dnia.